# 벨 훅스

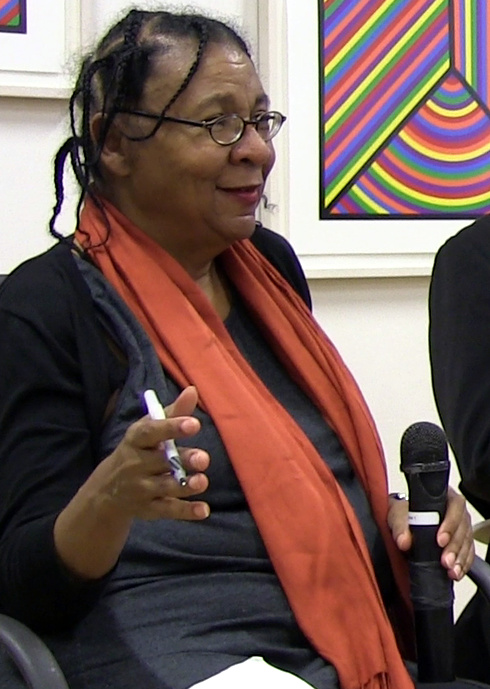
벨 훅스

글로리아 진 왓킨스(Gloria Jean Watkins, 1952년 9월 25일~2021년 12월 15일)는 필명 벨 훅스(bell hooks)로 잘 알려진 미국의 작가, 사회운동가, 페미니스트이다.
30권 이상의 저서와 다수의 학술 논설이나 사회주류(mainstream)에 관한 기사를 작성하고 있다. 또한 다큐멘터리 영화에도 출연하고 있으며, 많은 강연도 하였다. 흑인 여성의 관점을 기초로 하면서 교육, 예술, 역사, 섹슈얼리티, 대중매체, 여성주의 등의 인종, 사회적 계층, 성별 문제에 임하고 있다.